# Kathleen Kirkham
Kathleen Kirkham est une actrice américaine du cinéma muet, née le 15 avril 1895 à Menominee (Michigan) et morte le 7 novembre 1961 à Santa Barbara (Californie).

## Biographie
Au cinéma, exclusivement durant la période du muet, elle contribue à cinquante-cinq films américains, depuis The House of Lies de William Desmond Taylor (1916, avec Edna Goodrich et Lucille Ward) jusqu'à L'Honneur de son fils de Chester Withey (1926, avec Pauline Frederick et Carroll Nye).
Entretemps, citons Le Lieutenant Douglas de Douglas Fairbanks et Albert Parker (1918, avec Douglas Fairbanks et Theodore Roberts), The Sky Pilot de King Vidor (1921, avec John Bowers et Colleen Moore) et La Phalène blanche de Maurice Tourneur (1924, avec Barbara La Marr et Conway Tearle).
Signalons aussi sa participation à trois films consacrés au personnage de Tarzan, dont Tarzan chez les singes de Scott Sidney, premier d'une longue série cinématographique (1918, avec Elmo Lincoln et Enid Markey).

## Filmographie partielle
- 1916 : The House of Lies de William Desmond Taylor : Dorothy
- 1917 : Douglas le nouveau D'Artagnan (A Modern Musketeer) d'Allan Dwan : Mme Dodge
- 1917 : The Masked Heart d'Edward Sloman : Helen Villiers
- 1917 : L'Infernale Obsession (The Devil's Assistant) d'Harry A. Pollard : Marion Dane
- 1918 : Tarzan chez les singes (Tarzan of the Apes) de Scott Sidney : Alice Clayton, Lady Greystoke
- 1918 : Le Roman de Tarzan (The Romance of Tarzan)
- 1918 : Le Sursaut (For Husbands Only) de Phillips Smalley et Lois Weber : Mme Ellis
- 1918 : Le Lieutenant Douglas (Arizona) de Douglas Fairbanks et Albert Parker : Estralla
- 1918 : Douglas a le sourire (He Comes Up Smiling) d'Allan Dwan : Louise
- 1918 : Le Roman de Tarzan (The Romance of Tarzan) de Wilfred Lucas : Alice Clayton, Lady Greystoke
- 1919 : Le Joyeux Lord Quex (The Gay Lord Quex) de Harry Beaumont : Mme Jack Eden
- 1919 : Josselyn's Wife (en) de Howard C. Hickman : Lillian Josselyn
- 1920 : Parlor, Bedroom and Bath d'Edward Dillon : Angelica Irving
- 1920 : The Little 'Fraid Lady de John G. Adolfi : Mme Helen Barrett
- 1921 : The Sky Pilot de King Vidor : Lady Charlotte
- 1921 : Les Dernières Aventures de Tarzan (The Adventures of Tarzan) de Robert F. Hill et Scott Sidney (serial) : Alice Clayton, Lady Greystoke
- 1921 : The Foolish Matrons de Maurice Tourneur et Clarence Brown : Annis Grand
- 1922 : La Conquête d'un mari (A Homespun Vamp) de Frank O'Connor : Beatrice Carlisle
- 1923 : The Lonely Road de Victor Schertzinger : Leila Mead
- 1924 : La Phalène blanche (The White Moth) de Maurice Tourneur : Mme Delancey
- 1924 : Polly, garçon manqué (Leave It to Gerry) d'Arvid E. Gillstrom : Mme Turner-Prescott
- 1925 : Sackcloth and Scarlet d'Henry King : Beatrice Selignac
- 1925 : Raymond, fils de roi (A Regular Fellow) d'A. Edward Sutherland : la compagne de la fille
- 1926 : The King of the Turf (en) de James P. Hogan : Letitia Selsby
- 1926 : L'Honneur de son fils (Her Honor, the Governor) de Chester Withey : rôle non spécifié